# Glen Farg (schip, 1937)
De Glen Farg was een Brits stoomschip/koopvaardijschip van 876 ton. Ze kwam in oktober 1937 van de scheepswerf van John Lewis & Sons ltd. Aberdeen, Schotland. De eigenaar was Christian Salvesen & Co. Edinburgh. Haar thuishaven was Leith, Schotland. Haar kapitein was Robert Galloway Hall.

## Geschiedenis
Ze vertrok vanuit de Foldenfjord in de buurt van Trondheim, Noorwegen, en voerde over Methil, richting Grangemouth. Ze had een algemene vracht, met inbegrip van pulp, hardmetaal, papier en ferrochroom bij.
Op 4 oktober 1939, omstreeks 06.00 u. werd het vrachtschip getroffen door een torpedo van de U-23 van Otto Kretschmer, op ongeveer 60 km ten zuidzuidwesten van Sumburgh Head, in positie 58°52'N. en 01°31'W.
Het schip werd voor het eerst opgemerkt om 04.45 u en werd toen gestopt door het deksnelvuurkanon van de U-23. De Duitsers opende opnieuw het vuur toen de boordradio werd gebruikt en wachtte toen met vuren, toen de 16 koppige bemanningsleden van de 17 scheepsbemanningen, waarvan één matroos stierf, het schip verlaten hadden vooraleer de U-23, het stoomvrachtschip tot zinken torpedeerde. De 16 overlevenden werden opgepikt door de HMS Firedrake, onder bevel van Luitenant-commandant S. H. Norris van de Royal Navy. De volgende dag kwam het oorlogsschip aan in Kirkwall met de overlevenden.